# Arquipélago de Kvarken
O Arquipélago de Kvarken é um arquipélago do Mar Báltico, mais especificamente do Golfo de Bótnia. Situa-se no lado finlandês do estreito de Kvarken (em finlandês Merenkurkku e em sueco Kvarken) entre a Finlândia a leste e a Suécia a oeste.
Em 2000 a Costa Alta (Suécia) e o Arquipélago de Kvarken (2006) foram inscritas conjuntamente como Patrimônio Mundial da UNESCO (Costa Alta/Arquipélago de Kvarken)

As principais cidades ao redor de Kvarken são Vaasa e Jakobstad do lado finlandês.